# 心機掃描
是一部改編自菲利普·狄克同名小說的真人動畫電影，內容描述在不久的未來，為了對抗失控的毒品濫用，政府當局利用高科技監視系統入侵個人隱私。本片由理察·林克萊特自編自導，使用電腦繪畫式轉描技術將真人演出後的影片加以卡通化。
本片2006年7月先於地區試映，其後才正式聯映，曾在2006年的戛纳电影节和西雅圖國際影展公開播放。史蒂文·索德伯格和乔治·克鲁尼則雙雙名列本片執行監製。

## 劇情概要
不久的未來，毒品泛濫，一種極易上癮的非法藥品「D藥丸」在美國境內流行，政府當局只好利用高科技監視系統回應失控的局面，只有協助戒癮的新方向公司免受監控。臥底的緝毒探員弗瑞德以吸毒者巴布·亞特的身份與其他吸毒及販毒者相處，試圖追蹤毒品來源，為了掩飾身份，所有的探員平常出入警局時都身穿不斷變化自我形象的「千變萬化衣」，連頂頭上司都不知道他的身份及長相。有一日，上司竟要弗瑞德監控據稱可疑的巴布·亞特。隨著毒癮越來越深，再加上以他者的角度監控自己，巴布逐漸模糊現實與虛假間的界線，失去神智的巴布，最後被送往新方向公司的勒戒所，實則一直受到幕後黑手的擺弄而不自知。

## 角色介紹
- 巴布·亞特／弗瑞德（Bob Arctor / Fred），由基努·李維飾演，臥底的緝毒探員，不知情的上司要他監控自己的臥底身份。喜歡唐娜，隨著毒癮加劇，他逐漸分不清真實與虛假之間的界線。
- 唐娜·霍桑（Donna Hawthorne），由薇諾娜·瑞德飾演，販賣D藥丸的小藥頭，不喜歡跟男人有肉體上的接觸。
- 吉姆·貝芮斯（James Barris），由小勞勃·道尼飾演，和巴布同住的毒蟲。自以為是，實則自欺欺人.
- 厄尼·洛克曼（Ernie Luckman），由伍迪·哈里遜飾演，和巴布同住的無腦毒蟲。
- 查爾斯·費克（Charles Freck），由羅瑞·考克蘭（英语：Rory Cochrane）飾演，巴布的毒蟲朋友，毒癮深重，經常產生幻視，精神有點錯亂。最後在虛實不分之中，進入自己的永恆。原著作者菲利普·狄克曾經有位室友，經常覺得自己身上爬滿蟲子，這個角色即是由此而來[2]。

基努·李維與薇諾娜·瑞德

## 幕後花絮

### 繪畫式轉描技術
《心機掃描》使用數位攝影機「Panasonic AG-DVX100」拍攝，然後藉由鮑伯·塞比斯頓發明的影像編輯程式「Rotoshop」賦予影片動畫的面貌。這套軟體利用一種稱為「繪畫式轉描技術」的動畫技巧，將影像卡通化，導演林克雷特早在先前的作品《夢醒人生》中應用過這項技術，他在2004年一部英國紀錄片裡講述自己會想到要使用轉描技術，其靈感來自於做過「清醒夢」的私人經驗。

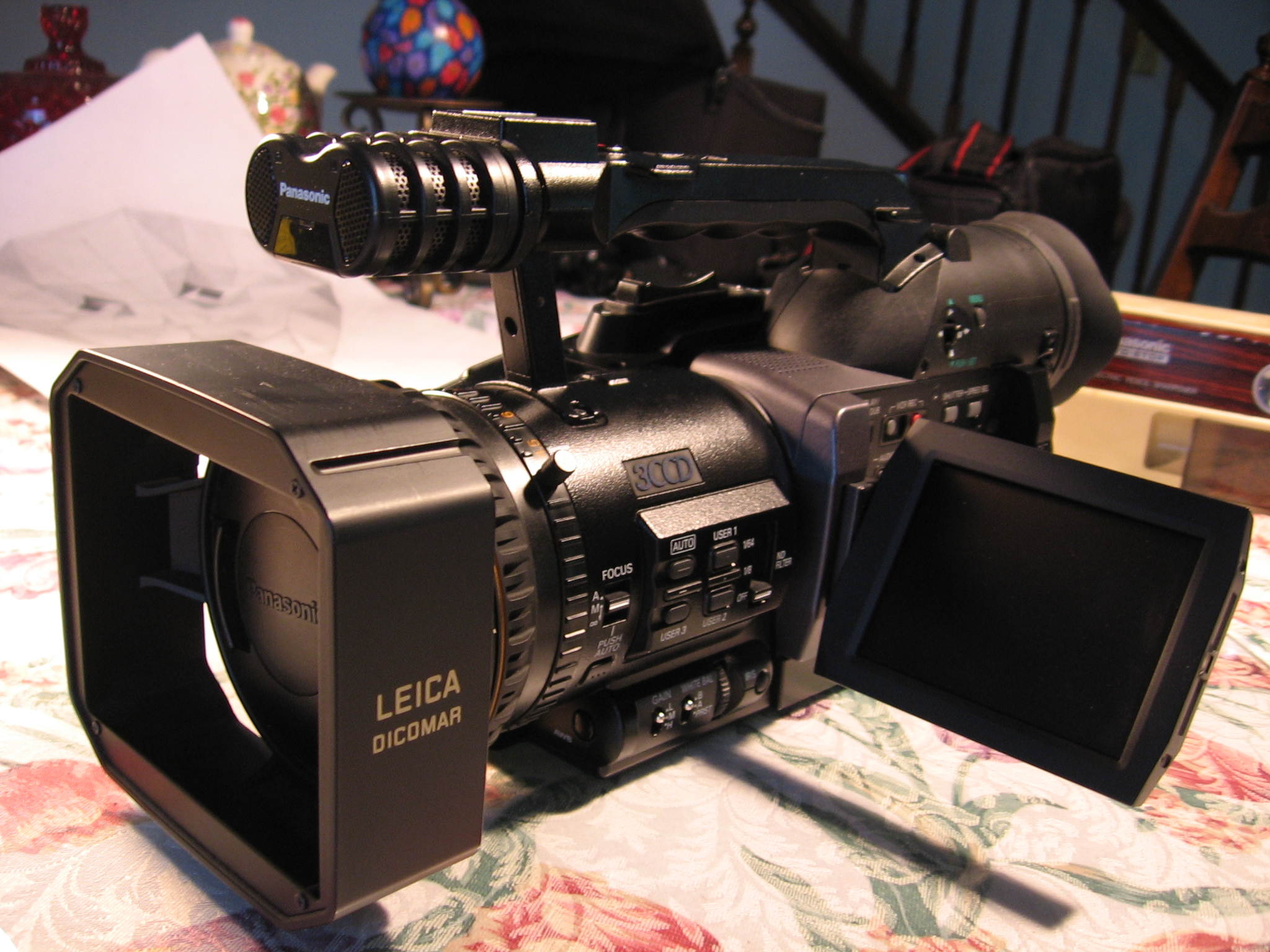
Panasonic AG-DVX100

在傳統的賽璐珞動畫裡，要應用轉描技術必須逐格描繪，與動畫導演雷夫·巴克西的轉描風格有些類似。而電腦製作的轉描動畫則是利用矢量图形為關鍵格（Keyframes），自動在動畫影格間進行插補動作。塞比斯頓的動畫小組從一開始就負責這條空前的動畫路線，不過起初美術方向並未確立，製片進程不斷延長，最後超過原來預定的發行日期2005年9月，後製經過18個月才完成（原本預計9個月），平均每一分鐘動畫需要350個小時以上的製作時間，一共動用五十多位動畫師。

### 電影配樂
電影裡頭長度超過一小時配樂，是由德州作曲家葛拉漢·雷諾斯所提供。在2003年一場俱樂部的演出後，導演林克雷特主動邀請雷諾斯為電影《心機掃描》配樂。不過倆人在之前一部20分鐘的短片《Live from Shiva's Dance Floor》就有過合作經驗。動畫製作曠日費時，配樂錄製也花了一年半的時間才在雷諾斯的臥室裡完成，雖然經過不少音效潤色，但是除了电吉他和低音吉他外，全都是樂器實際演奏，而非電腦模擬出來的電子合成音樂。電影包含四首英國搖滾樂團「電台司令」的歌曲，以及一首湯姆·約克的新歌。
電影原聲帶由「Lakeshore」唱片公司代理發行，其中收錄一首雷諾斯寫給地下樂團「Golden Arm Trio」的歌，以及由DJ Spooky和Jack Dangers混音製作的音樂。電影完工之後，雷諾斯將環場音效的電影配樂重新混成雙聲道，他精選44分鐘沒有用在電影裡的音樂，精心打造出一張既保有電影風格，又可供聆聽的CD，部份較短的音樂則被合併到較長的音軌裡頭。

### 謝幕名單
電影結束後會出現一份人員名單，他們都因為濫用藥物死亡，或遭受嚴重的永久性生理或精神傷害（包括大腦損傷、精神病、胰臟受創……等等），這份名單擷取自原著後記，並且忠實呈現菲利普·狄克對這群朋友的哀悼之意，狄克也以胰臟衰竭將自己列在名單之中。
導演林克雷特為了紀念一位德州大學的哲學系教授路易斯·H·麥奇，將他的名字加進這份名單，這位哲學教授曾經多次出現在林克雷特的電影作品中，他在2004年逝世。

### 與原著不同的地方
電影大體上將原著小說忠實呈現，但仍有幾處不同的地方：
- 電影將原著的部份內容「升級」，以符合時代描述。原著小說出版於1977年，劇情發生於1994年，電影則開章明義將時間設定在「現在算起的七年後」，如果從電影的發行年份2006年起算，電影劇情就發生於2013年。導演林克雷特在DVD講評音軌中表示，他刻意讓時間保持模糊，如此電影才沒有固定的「有效日期」。原著雖然將劇情設定在1994年，但是書中仍然充斥1970年代的嬉皮俚語，這些過時俚語沒有在電影對白中出現。部份科技也得到升級，例如公共電話改成了手機。
- 電影在一開始就透露D藥丸的源頭是小藍花，這點在小說中直到最後才揭露。
- 小說中的人物傑瑞·法賓（Jerry Fabin）跟查爾斯·費克混為一體。
- 原著中並未明白揭露巴布的接頭上司漢克（Hank）的身份，僅暗示可能是唐娜。
- 「千變萬化衣」跟原著裡的描述有些許不同，小說裡「千變萬化衣」上的影像「以千億分之一秒的速度快速變化」，電影裡則應導演要求，大幅減緩變化速度，以便觀眾能清楚看見顯現出來的臉孔[4]。
- 小說中佛瑞德一開始是在「國際獅子會」演講，電影中改為虛構的「布朗熊集會所」（Brown Bear Lodge），小說裡的「麥當勞」也改成一般速食店。
- 小說中有一部可以顯示腦部花樣的娛樂裝置「腦波顯像儀」（Cephalochromoscope），在電影中沒有登場。

### 其它軼事
- 菲利普·狄克曾在小說中提到，「千變萬化衣」是一位名叫鮑爾斯（S. A. Powers）的人發明的，他的臉有時候會在一剎那間顯現在「千變萬化衣」上。在電影中，「千變萬化衣」曾在一瞬間[6]出現狄克的臉孔，衣服上別著鮑爾斯的名牌。
- 知名電台主持人、阴谋理论家艾利斯·瓊斯在電影裡客串一角，導演林克雷特曾經接受瓊斯訪問，談論他如何將現實生活與電影作連結，林克雷特在訪談中表示，他有時也會因為瓊斯的某些核心觀念而啟發一些靈感。在電影開頭有一場吉姆·貝芮斯和費克的「快轉畫面」，裡頭有個警察站在商店看雜誌，鏡頭一帶，雜誌上的標題剛好就是《艾利斯·瓊斯競選公職》。
- 伍迪·哈里遜和小勞勃·道尼在影片裡飾演毒蟲，現實生活中，小勞勃·道尼曾因在派對上持有毒品被捕入獄，伍迪·哈里遜則是個大麻主義者。
- 動畫製作小組的人員把自己繪製進電影的一些場景裡頭，包括「千變萬化衣」上的影像，有個女孩在辨示巴布的監視中心場景，他們還把自己的名字作為背景材料隨機出現在影片裡。

## 各界反應
《心機掃描》自從2006年7月7日上映之後，各方評價褒貶不一，《洛杉磯時報》的可莉娜·芝卡諾（Carina Chocano）認為本片「引人入勝」，她評論說：「（本片）名不虛傳，毫無吹噓誇大，電影裡的真實世界有如漫畫般黑暗。」。《倫敦視野》（ViewLondon）的馬修·透納（Matthew Turner）說本片「魅力十足」，是一部「美麗的動畫」，並且讚揚本片「演出華麗」，以及本於初衷的劇本深度。
不過有些評論則對本片內容以及主題元素表現冷淡。詹姆斯·柏拉迪納里只給了兩顆星的評價（總分四顆星），他認為本片糟糕之處在於「不能吸引觀眾」，而且「無法感動人」。《娛樂週刊》的歐文·吉柏曼也沒有留下深刻印象，只給本片評了「C-」的分數，他評論本片「沒看時還覺得比較有趣」，並且認為本片敘事雜亂，「沒有頭緒」。大體而言，本片在爛蕃茄網站獲得高於平均分數的66%評價。
《心機掃描》並未瞄準主流市場，初期只在17家劇院上映，當時總票房僅$391,672，後來幾周票房才見增長，最後美國國內票房$550萬美元，全球票房$760萬美元，總算賺回$600萬美元的製作預算。和劇中主角過去的幾部戲比起來，本片沒有轟動的氣勢，在地區放映的成績仍算不錯，尤其又剛好和《加勒比海盗2：聚魂棺》同檔期，比導演林克雷特另一部同年上映的《快餐王國》要好得多。

## DVD
《心機掃描》的一區DVD 2006年12月19日在北美首發，台灣三區DVD發行於2006年12月28日，內容附有講評音軌，講評人有導演李察·林克雷特、監製湯米·普拉塔、影星基努·李維、作家強納森·拉森，以及菲利普·狄克的女兒以撒·狄克·海克（Isa Dick Hackett）。其它幕後花絮有電影拍攝紀錄短片〈奧斯丁的夏天：拍攝《心機掃描》〉和動畫製作紀錄短片線條的重量：動畫的故事，以及一段預告片，三區DVD幕後花絮全程都有中文字幕。

## 外部連結
- 《心機掃描》官方網站
- 互联网电影数据库（IMDb）上《心機掃描》的资料（英文）
- 《心機掃描》電影細節
- 《心機掃描》製作手記
- 訪問導演林克雷特的英國紀錄片 （页面存档备份，存于）
- 專訪導演林克雷特 （页面存档备份，存于）
- 專訪作曲家雷諾斯 （页面存档备份，存于）